# ۱۹۸ (پیش از میلاد)
۱۹۸ (پیش از میلاد) ۱۹۸مین سال قبل از تقویم میلادی است.